# Hellblade: Senua’s Sacrifice
Hellblade: Senua’s Sacrifice – przygodowa gra akcji stworzona i wydana przez niezależne studio Ninja Theory na platformy Microsoft Windows, PlayStation 4 oraz Xbox One i Nintendo Switch (premiera została zaplanowana na wiosnę 2019 roku). Gra ukazała się 8 sierpnia 2017. Fabuła osadzona została w 790 roku i czerpie inspiracje z celtyckiej i nordyckiej mitologii. Opowiada o losach Senui – młodej wojowniczki plemienia Piktów, która po wymordowaniu jej ludu przez najazd wikingów zmaga się z ogarniającą ją coraz większą psychozą.
Projekt pierwotnie powstawał pod skróconym tytułem – Hellblade.